# 阿里马
阿里马（英語：Arima），全稱阿里马皇家特許自治市（英語：The Royal Chartered Borough of Arima），是加勒比海岛国特立尼达和多巴哥特立尼达岛的一座城市，位于该岛北部，建立于1757年，2011年人口33,606，人口密度为每平方公里2,801人，面积12平方公里，海拔高度68米。